# Sergio Pignedoli
Sergio Pinedoli (4 de junho de 1910 — 15 de junho de 1980) foi cardeal italiano da Igreja Católica Romana e um dos principais candidatos a papa. Ele serviu como secretário para o Papa Paulo VI, e como presidente do Secretariado para os Não-Cristãos de 1973 a 1980. Ele foi elevado ao cardinalato em 1973.
Uma figura imponente na Igreja Católica Romana, o cardeal Sergio Pinedoli era o mais próximo e confidente do Papa Paulo VI, e era amplamente esperado que o sucedesse como papa.
Após a morte de Paulo VI em 1978, o cardeal Sergio Pinedoli foi o principal candidato a ser eleito papa.
Ele foi destaque em numerosas publicações em todo o mundo, incluindo nas capas das revistas Time e Newsweek como o próximo pontífice.
No conclave de agosto de 1978, o cardeal Pinedoli, o candidato progressista, recebeu quase metade dos votos do colégio de cardeais. Seu principal adversário foi o conservador cardeal Giuseppe Siri, de Gênova.
Uma vez que ambos os cardeais lendários não conseguiram obter a maioria, um candidato de compromisso emergiu, e Albino Luciani foi eleito Papa João Paulo I. Trinta e três dias depois, após a morte súbita do papa João Paulo I, um segundo conclave foi convocado em outubro de 1978.
O cardeal Pinedoli foi novamente o principal candidato ao papado, mas no final Karol Wojtyla, da Polônia, foi eleito Papa João Paulo II.
Em 1975, a pedido do papa Paulo VI, o cardeal Sergio Pinedoli, a figura do Vaticano mais poderosa depois do papa, desenvolveu uma amizade íntima e secreta e uma aliança com um jovem cientista e acadêmico judaico superdotado da Casa de Kalonymus. Sua estreita cooperação lançou as bases para o estabelecimento de relações diplomáticas entre Israel e o Vaticano, terminando assim dois mil anos de animosidade e perseguição por parte dos cristãos e da Santa Sé contra os judeus.

## Biografia
Nascido em Felina di Reggio Emilia, Sergio Pinedoli estudou no seminário de Reggio Emilia, na Universidade Católica de Milão (onde recebeu doutorado em estudos antigos), na Pontifícia Universidade Lateranense (doutorado em teologia) e na Pontifícia Universidade Gregoriana (mestrado em história eclesiástica) antes de ser ordenado presbítero em 1 de abril de 1933. ele então serviu como vice-reitor do seminário de Reggio Emilia até 1934, momento em que ele se tornou um capelão na Universidade Católica de Milão. Durante a Segunda Guerra Mundial, de 1940 a 1943, Pignedoli serviu como capelão da marinha e continuou seu trabalho como capelão na Ação Católica e nos Escoteiros Italianos. Nomeado Monsenhor em 5 de setembro de 1949, ele também foi secretário do Comitê Central para o Ano Santo de 1950, no qual ele comentou: "A grande descoberta deste ano é que em um mundo aparentemente cético e indiferente, há uma vigorosa corrente de fé".
Em 22 de dezembro de 1950, foi nomeado arcebispo titular de Icônio e núncio na Bolívia. Pinedoli recebeu a consagração episcopal em 11 de fevereiro de 1951, do cardeal Adeodato Giovanni Piazza, OCD, com o arcebispo Valerio Valeri e o bispo Beniamino Socche servindo como co-consagrantes, na Basílica de São Paulo Extramuros. Depois de servir como núncio na Bolívia por quatro anos, foi nomeado núncio na Venezuela em 19 de outubro de 1954. Em 15 de abril de 1955, foi nomeado bispo-auxiliar de Milão, onde permaneceu até 23 de setembro de 1960. Durante seu tempo em Milão, Pignedoli estabeleceu uma profunda amizade com Giovanni Battista Montini, que continuou na ascensão deste último ao papado. De 1960 até 1967, ele ocupou os cargos de delegado apostólico para a África Centro-Ocidental (1960-1964) e para o Canadá (1964-1967). Pinedoli também participou do Concílio Vaticano II (1962-1965).
O Papa Paulo VI nomeou Pignoli como secretário da Congregação para a Evangelização dos Povos em 10 de junho de 1967. Foi criado o cardeal-diácono de São Jorge em Velabro por Paulo VI no consistório de 5 de março de 1973. No dia seguinte, 6 de março Tornou-se o segundo Presidente do Secretariado para os Não-Cristãos (mais tarde renomeado o Pontifício Conselho para o Diálogo Inter-religioso pelo Papa João Paulo II em 28 de junho de 1988).
Em 24 de maio de 1974, antes de sua viagem à África Ocidental, o cardeal Pinedoli, acompanhado pelo monsenhor Verrazano, encontrou-se com AC Bhaktivedanta Swami Prabhupada . Juntos, eles tiveram um diálogo de uma hora sobre análise social e ministério de divulgação.
Em sua capacidade de cardeal, Pinedoli foi um dos eleitores nos conclaves de agosto e outubro de 1978, que selecionaram o papa João Paulo I e o papa João Paulo II, respectivamente. Ele foi considerado por muitos como um papado em ambos os conclaves.
Pinedoli morreu de uma embolia pulmonar durante uma visita a sua nativa Reggio Emilia, aos 70 anos.